# Arundhati
Arundhati (ория ଅରୁନ୍ଧତୀ) — индийский фильм-драма на языке ория, снятый Прафуллой Сенгуптой и вышедший в прокат 2 июня 1967 года. Амбициозный крупномасштабный проект, провалившийся в прокате. Незамысловатый сюжет был, главным образом, оправданием для нескольких номеров классического танца Минати Мишры, поставленных легендарным танцором одисси Гуру Келучараном Махапатрой. Картина была отмечена Национальной кинопремией за лучший фильм на ория.

## Сюжет
Арундати, изучающая танцы в школе исполнительских искусств своего отца, влюблена в Маноджа, певца, который, как надеется её отец, станет его преемником. Увидев выступление учеников школы, промышленник Бисваджит заявляет, что Арундати — это его жена Мадхумати. Она, как полагают, погибла в железнодорожной катастрофе, но Бисваджит не верит в это. Он представляет разного рода доказательства и обвиняет растерянную Арундати в неверности. В результате Манодж решает покинуть школу и уезжает из города.
Арундати пытается убедить Бисваджита, что она — не Мадхумати и искренне любит Маноджа. Позже Бисваджит выясняет, что Мадхумати и Арундати — сестры-близнецы, разлученные в детстве, а Мадхумати действительно погибла. Чувствуя себя виноватым в расставании влюбленных, Бисваджит находит Маноджа на небольшой железнодорожной станции и убеждает его воссоединиться с Арундати.

## В ролях
- Минати Мишра — Арундати / Мадхумати
- Сарат Пуджари — Манодж
- Враджа — Бисваджит
- Дхира Бисвал — Ратиканта
- Джанаки Чоудри — Мадан
- Рамчанд Пратихари — Гуру-джи
- Суджата Ананд — Ниру
- Бхабхани — Радхаканта

## Саундтрек
Вся музыка написана Шантану Махапатра.
| №                   | Название                                      | Текст песни         | Исполнители                   | Длительность |
| ------------------- | --------------------------------------------- | ------------------- | ----------------------------- | ------------ |
| 1.                  | «Aaji Mun Shrabani Luhara Harini Jeun Rajani» | Джибанананда Пани   | Лата Мангешкар                | 4:09         |
| 2.                  | «Mayurigo Tama Aakashe Mun»                   | Джибанананда Пани   | Мохаммед Рафи                 | 3:29         |
| 3.                  | «Tumaku Paruni Ta Bhuli»                      | Джибанананда Пани   | Мохаммед Рафи                 | 3:25         |
| 4.                  | «Ei Chhota Kathatie Bhula Na»                 | Гурукрушна Госвами  | Пранаб Патнаик, Уша Мангешкар | 3:22         |
| 5.                  | «Abhimanini Bhumapada, Pt. 1»                 | Нарсингх Махапатра  | Рагхунатх Паниграхи           | 3:10         |
| 6.                  | «Abhimanini Bhumapada, Pt. 2»                 | Нарсингх Махапатра  | Рагхунатх Паниграхи           | 3:26         |
| Общая длительность: | Общая длительность:                           | Общая длительность: | Общая длительность:           | 21:01        |

Фильм занял важную позицию в истории музыкального сопровождения фильмов на ория, поскольку Мохаммед Рафи и Лата Мангешкар исполнили в нём сольные песни, озвучив ставшие бессмертными строки поэта-песенника Джибанананды Пани, такие как «Mayurigo Tuma Aakashe Mu Dine Mallhare Megha Saajili» («Когда-то я был музыкой в облаках, а ты радостно танцевала…») и «Aaji Mun Shrabani Luhara Harini» («Сегодня я — как сезон дождей, как олень, который плачет…»).
Пригласить Лату Мангешкар для исполнения песни продюсеру Дхирену Патнаику предложил композитор Шантану Мохапатра, который уже обращался в Мангешкар с предложением спеть песню на его музыку в фильме Suryamukhi (1963). По словам историка кино Сурьи Део, Мангешкар также должна была записать дуэт «Ei Chhota Kathatie Bhula Na» с Пранабом Патнаиком. Она даже выучила слова, но позже убедила режиссёра отдать песню её сестре Уше.